# Félix Guignot
Félix Guignot (Avignon, 16 november 1882 - Avignon, 22 juni 1959) was een Frans arts en entomoloog.
Guignot werd geboren in Avignon, Frankrijk. Hij studeerde geneeskunde aan de Universiteit van Montpellier en 
na zijn afstuderen werkte hij in een particuliere praktijk. Hij was een amateur-entomoloog en begon in 1925 insecten te beschrijven. Hij publiceerde uiteindelijk 188 artikelen, en 3 monografieën, waarin hij onder andere 514 nieuwe soorten beschreef. Door zijn publicaties werd hij een erkend specialist in waterkevers. Zijn verzameling watertreders (Haliplidae), waterroofkevers (Dytiscidae) en schrijvertjes (Gyrinidae) is opgenomen in het Muséum national d'histoire naturelle in Parijs.
Veel collega-keverkenners hebben, in zijn eer, nieuwe soorten naar hem vernoemd. Het epitheton guignoti komt meerdere malen voor in de wetenschappelijke namen van vooral waterkevers. 

## Enkele werken
- 1932 — Les Hydrocanthares de France (Toulouse).
- 1947 — Coléoptères hydrocanthares (Deel 48 van Faune de France).
- 1959 — Révision des hydrocanthares d'Afrique (Annales du Musée royal du Congo belge).

- Gemeinsame Normdatei: 1236155246
- International Standard Name Identifier: 0000 0001 1787 0131
- Library of Congress Control Number: no2017094901
- Système universitaire de documentation: 169386171
- Virtual International Authority File: 164860984
- WorldCat: E39PBJtRQgfcbhVvbx67TRptrq